# Загір'я (Смолевицький район, Заболотська сільська рада)
Загір'я (біл. вёска Загор'е) — село в складі Смолевицького району Мінської області, Білорусь. Село підпорядковане Заболотській сільській раді, розташоване в центральній частині області.